# Голкоплідник південний
Голкоплідник південний (Scandix australis) — вид квіткових рослин родини окружкових (Apiaceae).

## Біоморфологічна характеристика
Це однорічна рослина 10–30(46) см заввишки, слабо запушена чи майже гола, ароматна. Стебла тонкі, гнучкі, з розлогими гілками. Листки 2–3-перисторозсічені, від голих до густо запушених, багряно-зелені чи солом'яно-коричневі. Парасолька з 2–5 променів. Квітки та плоди на довгих ніжках. Крайові пелюстки сильно збільшені, до 0.5 мм ушир. Зрілий плід серпоподібний.

## Поширення
Північна Африка, Європа, Західна Азія.
В Україні вид зростає на сухих схилах — у Криму, часто.